# Тумбергова жутика
Тунбергова жутика (Berberis thunbergii) је описана 1821. од швајцарског ботаничара де Кандола (Augustin Pyrame de Candolle, 1778–1841), а он јој је дао назив по Тунбергу (Carl Peter Thunberg, 1743-1828) шведском природњаку и следбенику Линеа кога су звали и јапански Лине због изучавања флоре Далеког истока. Синоними су Berberis sinensis Koch not Desf. и Berberis japonica hort. Кинески назив је ри бен ксиао бо (日本小檗).

## Ареал
Природно распрострањење Тумбергове жутике је Кина и Источна Азија. Јавља се по ободу шума, поред путева, на отвореним осунчаним положајима, пашњацима, ливадама, забареним теренима, мада ће плодоносити и у дубокој сенци.
Интродукована је у многе делове света где се гаји као украсна биљка. Семе је послато из Русије 1875. године у Арнолд арборетум, Универзитета Харвард у Бостону и Енглеску као нове украсне врсте. У преко двадесет држава САД постала је инванзивна са тенденцијом даљег ширења, мада се још увек користи у озелењавању. Када се укорени на одређеном станишту доводи до промена pH вредности земљишта, садржаја азота у земљишту и потискује аутохтоне врсте, угрожавајући на тај начин комплеан диверзитет једног подручја.

## Опис врсте
Густо разгранати листопадни жбун, висине 0,5-1 m и пречника око 1 m. Гране су веома еластичне, угласте, црвеносмеђе без жлездица. Изданци црвенкастозелени, голи са простим, изузетно троделним трновима дугим 5-15 mm на сваком нодусу; интернодије 1-1,5 cm.
Лисне дршке 2-8 mm; Лиске абаксиларно сивозелени са благо уздигнутим средишњим нервом, адаксиларно зелене; обе стране голе са мрежастом нерватуром, објајасте, лопатичасте или ромбичноовалне, 1-2 × 0.5-1.2 cm, танке папирасте по ободу целе, у основи клинасте, врх заобљен. Листови у праменовима у пазуху трнова ујесен добијају наранџастоцрвену боју, остају на гранама до октобра.
Цвасти су штитасте, а не гроздасте, као код већине врста из истог рода са 1-5 цветова. Цветне дршке 5-10 mm, голе, приперци црвенкасти јајастоланцетасти око 2 mm. Круница у два реда: спољна црвенкаста, са јајастоелиптичним листићима , 4-4,5 × 2,5-3 mm, заобљеног врха, унутрашње латице широко елиптичне, 5-5,5 × 3.3-3.5 mm. Крунични листићи издужено објајасти, 5,5-6 × 3-4 mm, жути. Прашници 3-3,5 mm; конектив антера скраћен. Тучак са седећим дугметастим жигом и 1-2 сесилне овуле. Цвета током априла.
Плодови су елипсоидне бобице, 8 × 4 mm са остатком дугметастог жига, јаркоцрвене, голе и сјајне, зреле од јула до октобра, остају на гранчицама преко зиме. Семе 1-2, смеђе, капљичастог облика. Птице и ситни сисари хранећи се бобицама преносе семе. Почиње да плодоноси у 6. години.

## Биоеколошке карактеристике
У погледу квалитета земљишта Berberis thumbergii није избирљива врста. Доста добро подноси ниске температуре (до -28 °C), дим, прашину и штетне гасове. Одговарају му умерено влажна земљишта pH 5,5- 7,2. Примећено је да Berberis thumbergii повећава pH врдност земљишта, чинећи га алкалнијим.

## Размножавање
Размножава се генеративним и вегетативним путем. Сваке године Тумбергов берберис обилно плодоноси, а клијавост семена је око 90%. Сеје се на дубину од 2-3 cm, а норматив је 3 g/m. Вегетативно се размножава помоћу полузрелих резница у септембру које се ожиљују 50-90% уз употребу прашкасте индолбутерне киселине (0,8%).

## Значај
Гаји се као декоративни жбун са више хортикултурних култивара и представља најкоришћенију жутику за ове сврхе. Зависно од култивара примењује се појединачно или у групама, добро се комбинује са перенама и сезонским цвећем (као бордура у цветној леји); патуљасте сорте погодне су за камењаре и жардињере.
- Црвенолисни Тумбергов берберис размножен семеном испољава сегрегацију боје асимилационих органа.
- Монохроматски Berberis thunbergii 'Atropurpureum' размножен резницама.
- Орезане групе комбиноване од зеленог и црвеног варијетета у зеленом простору Аде Циганлије.
- Бордура од црвеног и зеленог варијетета у цветној леји жалфије и велике кадифе.
- Клонови жутике: Berberis x ottawensis ‘Superba’, Berberis thunbergii ‘Atropurpurea Nana’, Berberis thunbergii ‘Aurea’.
- Један од многобројних црвенолисних култивара: патуљаста Тумбергова жутика 'Bagatelle'.
- Међуврсни клон Berberis x ottawensis 'Superba'.

## Унутарврсни и међуврсни таксони
- 'Atropurpurea Nana' жбун висок до 60 cm и широк до 90 cm, са троделним трновима на леторастима. Листови су пурпурноцрвени, ујесен црвени. Употребљава се за бордуре и камењаре.
- 'Dart's Red Lady' лоптасти жбун пречника до 80 cm. Годишњи прираст око 10 cm. Листови мали, тамно пурпурни, сјајни, остају на биљци до касне јесени. Отпоран је на ниске температуре. Погодан за жардињере.
- 'Erecta' у младости има уску круну и усправне леторасте. Достоже 1,5 m са годишњим прирастом од 15 cm. Листови су светлозелени, крупнији од основне форме, ујесен љубичасти. Клон погодан за живе ограде.
- 'Bagatelle' је патуљасти, лоптасти, црвенолисни клон који за 10 година порасте око 0,5 m.
- ‘Aurea’ компактни спорорастући жбун који достиже 1 до 1,2 m; има светложуте листове који током вегетације не мењају боју, осим ако су у сенци када листови попримају жутозелену боју. Ујесен лист постаје наранџаст до црвен.
- 'Crimson Pygmy'
- 'Little Favourite'
- 'Rose Glow'
- Berberis x ottawensis 'Superba' је међуврсни култивар настао укрштањем Berberis thunbergi x B. vulgaris.